# Hyostomodes
Hyostomodes là một chi bướm đêm thuộc họ Geometridae.